# Teratosaurus
Teratosaurus suevicus
Genre
Espèce
Espèces de rang inférieur
- † T. suevicus Von Meyer[1], 1861, espèce type
- † T. silesiacus

Teratosaurus (en grec, teras « monstre » + sauros « lézard ») est genre éteint de rauisuchiens du  Trias supérieur découvert dans la formation géologique de Löwenstein d'âge Norien) en Allemagne près de Stuttgart.
L'espèce type Teratosaurus suevicus a été décrite par von Meyer sur la base d'un os maxillaire droit de 24,5 centimètres de long avec des dents pouvant atteindre 5 centimètres de long. Il l'a déclaré distinct du genre Belodon.

## Description

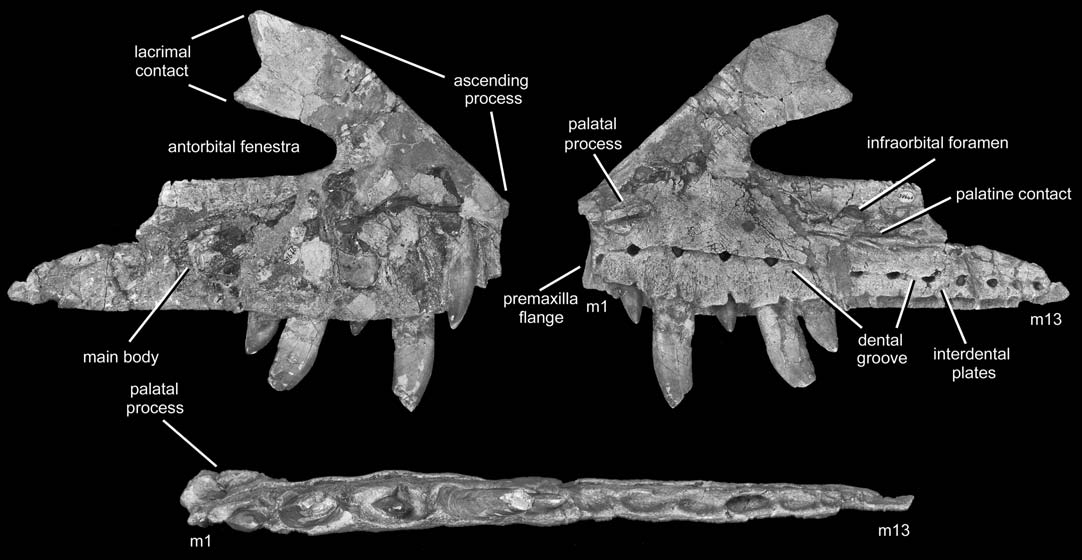
Photos du maxillaire droit constituant l'holotype de Teratosaurus suevicus.
Longueur = 24.5 centimètres.

Des auteurs, comme von Huene, Osborn et Edwin H. Colbert, ont incorrectement attribué à cette espèce des restes post-crâniens d'Efraasia, un dinosaure sauropodomorphe, et par conséquent on a pensé qu'il s'agissait d'un théropode très primitif. C'est pourquoi beaucoup de livres de vulgarisation du XXe siècle ont représenté Teratosarus comme un des premiers dinosaures carnivores au corps massif, marchant sur deux pattes et faisant la chasse aux prosauropodes de leur époque. Beaucoup voyaient en lui un ancêtre triasique des carnosaures du Jurassique. Il mesurait 5 mètres de long.
En 1985 et 1986, Peter Galton et Michael Benton ont montré indépendamment l'un de l'autre que Teratosaurus est en fait un rauisuchien non-dinosaurien, une sorte de grand prédateur archosaure qui a vécu parallèlement aux dinosaures au cours du Trias supérieur.